# Novoïassenevskaïa (métro de Moscou)
Novoïassenevskaïa (en russe : Новоя́сеневская et en anglais : Novoyasenevskaya) est une station de la ligne Kaloujsko-Rijskaïa (ligne 6 orange) du métro de Moscou, située sur le territoire du raïon Iassenevo dans le district administratif sud-ouest de Moscou.
Elle est mise en service en 1990, lors d'un prolongement vers le sud de la ligne.
La station est ouverte tous les jours aux heures de circulation du métro. Elle est desservie par des trolleybus et des autobus.

## Situation sur le réseau
Établie en souterrain, à 7 mètres sous le niveau du sol, la station terminus Novoïassenevskaïa est située au point 222+44,5 de la ligne Kaloujsko-Rijskaïa (ligne 6 orange), après la station Iassenevo (en direction de Medvedkovo).
Terminus sud de la ligne, elle dispose d'une jonction des tunnels avec deux voies de garage entre les deux voies de la ligne en impasses.